# Скасування кріпосного права у Польщі
Скасування кріпосного права у Польщі відбувалося протягом певного періоду часу. Наприкінці XVIII ст. реформаторський рух у Польщі вилилося у конституцію від 3 травня 1791, яка формально взяла селянство під захист держави (пізніше конституцію було скасовано в 1792 польськими магнатами, підтримуваними російським урядом). Повне скасування кріпосного права було проголошено Поланецким універсалом 7 травня 1794, але за рік Польща остаточно розділена сусідами.
У ХІХ столітті в прусській, австрійській та російській частинах Польщі відбувалися різні реформи. Кріпацтво скасовано в Пруссії в 1807, в Австрії в 1848, в Росії в 1861 (1864 в Царстві Польському).

## Після розділів
Після Першого поділу Польщі в 1772 польські селяни, які опинилися на австрійській території, відчули деякі зміни, особливо після Патенту про кріпосне право 1781. Реформоване кріпацтво надало селянам спадкове володіння землею, їх не можна було зняти з землі без постанови суду, кріпацтво було обмежено трьома днями на тиждень, кріпаки могли здобувати освіту поза сільським господарством, а державний контроль і управління були розширені. Кріпосним все ж таки не дозволялося купувати землю в особисту власність.
Прусський король Фрідріх Великий, отримавши значну кількість земель під час першого поділу Польщі, розпочав проводити в них реформ, що включали й скасування кріпосного права. Польські селяни в прусських кордонах отримали гарантію заборони на виселення із землі без ухвали суду; вони мали право викупити себе з кріпосного права та відправити дітей здобувати освіту поза сільським господарством. Проте німецькі колоністи користувалися пільгами порівняно з польськими селянами. У будь-якому разі, прусські реформи не зайшли так далеко, як австрійські.
До польських селян, які опинилися в межах Росії, пред'являлися ще суворіші вимоги кріпосного права, ніж у Польщі. Вони також повинні були служити в імператорській армії.

## XIX століття
Кріпацтво скасовано у Варшавському герцогстві 22 липня 1807, а в Пруссії пізніше у тому ж році, 11 листопада 1807. Реформи у Царстві Польському значно змінили становище селян.
У 1830-1850 наростав конфлікт між кріпаками, активістами, що виступали проти кріпацтва, і урядами, що виступають за кріпацтво, з посиленням заворушень і селянських повстань, особливо в Пруссії та Австрії. У Пруссії численні дрібніші реформи покращили становище селян, в Австрії реформи викликані Краківським повстанням 1846 і Весною народів 1848, що призвело до скасування кріпосного права в 1848.
У 1846 в Царстві Польському селяни отримали захист від вигнання зі своєї землі, а також було реалізовано деякі інші корисні зміни. Водночас хвилювання в селах тривали, торкнувшись близько 20% кріпаків, що залишилися.
Після Визвольної реформи 1861 у Західному краї та Січневого повстанням 1863-1864 проведено визвольну реформу, яка виходить за рамки Російської імперії. Зокрема селянам дозволено повернути деякі території, з яких вони були вигнані в минулому.
В Австрії та Росії багато реформ, що покращують становище селян на польських територіях, були підстебнуті та прискорені бажанням уряду забезпечити селянську підтримку собі, а не польським активістам.